# Drogenbeauftragter der Bundesregierung

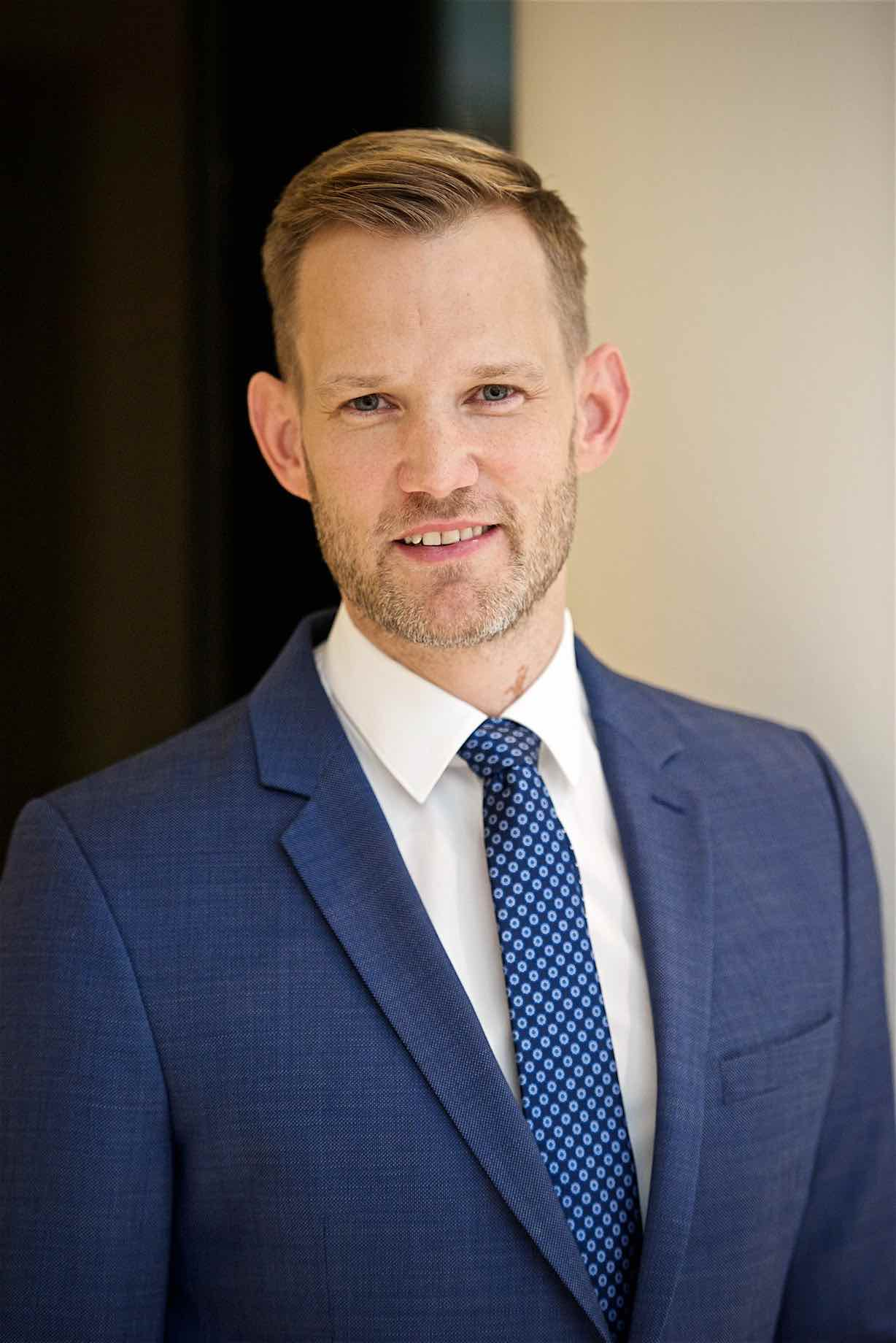
Der Drogenbeauftragte Hendrik Streeck

Der Drogenbeauftragte der Bundesregierung (offizielle Amtsbezeichnung Beauftragter der Bundesregierung für Sucht- und Drogenfragen) im Geschäftsbereich des deutschen Bundesministeriums für Gesundheit koordiniert die Sucht- und Drogenpolitik der Bundesregierung und vertritt diese gegenüber der Öffentlichkeit. 
Das Amt wird seit dem 28. Mai 2025 von Hendrik Streeck ausgeübt.

## Aufgaben des Drogenbeauftragten der Bundesregierung
Der Drogenbeauftragte informiert die Öffentlichkeit in Gesprächen, Interviews und Pressemitteilungen über aktuelle Drogen- und Suchtthemen, die von der Bundesregierung behandelt werden. Er übernimmt somit primär die Öffentlichkeitsarbeit der Bundesregierung im Themenbereich Drogen und Sucht. Er nutzt im Rahmen ihrer Möglichkeiten verschiedene Instrumente, um die breite Öffentlichkeit über suchtspezifische Themen zu informieren und diese hierfür zu sensibilisieren.
Darüber hinaus übernimmt der Drogenbeauftragte der Bundesregierung regelmäßig Schirmherrschaften über besondere Projekte oder Veranstaltungen, bei denen er mit Grußworten oder Reden oftmals auch auftritt.
Des Weiteren beruft und leitet er den Drogen- und Suchtrat, der ihn in seiner Arbeit unterstützt und Empfehlungen ausspricht. Gemeinsam wird so die strategische Grundlage für die Drogen- und Suchtpolitik der kommenden Jahre der Bundesregierung erarbeitet.
Als ein wichtiger Teil der Arbeit des Drogenbeauftragten der Bundesregierung zählt ebenso die Präsentation von aktuellen Forschungsberichten und Studien rund um die Themen Drogen und Sucht. Als Eckpfeiler dient hierbei der Drogen- und Suchtbericht, der jährlich veröffentlicht wird und einen aktuellen Überblick über die aktuellen Daten und Fakten sowie die Entwicklungen der Drogen- und Suchtpolitik der Bundesregierung gibt. Jener bietet oftmals einen Anlass, um die Legalisierung weicher Drogen sowohl anhand von Studienergebnissen, als auch anderen Erkenntnissen in einer breiteren Öffentlichkeit neu zu diskutieren.

## Amtsinhaber
- 1992–1998: Eduard Lintner (CSU)
- 1998–2001: Christa Nickels (GRÜNE)
- 2001–2005: Marion Caspers-Merk (SPD)
- 2005–2009: Sabine Bätzing (SPD)
- 2009–2013: Mechthild Dyckmans (FDP)
- 2014–2019: Marlene Mortler (CSU)
- 2019–2021: Daniela Ludwig (CSU)
- 2022–2025: Burkhard Blienert (SPD)
- seit 2025: Hendrik Streeck (CDU)[6]